# Andrei Inešin
Andrei Inešin (ur. 18 stycznia 1967 w Tallinnie) – estoński strzelec.

## Kariera
Andrei Inešin pięciokrotnie uczestniczył na letnich igrzyskach olimpijskich (1992, 1996, 2000, 2004 i 2008). Podczas swoich pierwszych igrzysk olimpijskich w 1992 wystartował w reprezentacji Wspólnoty Niepodległych Państw. Podczas tych igrzysk wziął udział jednej konkurencji strzelectwa: skeet'cie, gdzie uzyskał 25. miejsce. Od igrzysk w 1996 startował już tylko w reprezentacji Estonii. Podczas tych igrzysk wziął udział w skeet'cie w strzelectwie, gdzie 7. miejsce. Na igrzyskach w 2000 r. w Sydney, uczestniczył ponownie w skeet'cie w strzelectwie, gdzie tym razem uzyskał 19. miejsce. Kolejny raz, w 2004 r. na igrzyskach olimpijskich w konkurencji skeetu w strzelectwie zajął 21. miejsce. Jego ostatnie igrzyska były w 2008 w Pekinie, gdzie po raz ostatni uczestniczył w konkurencji skeetu w strzelectwie, gdzie zajął 18. miejsce.